# Heteromys
Heteromys is een geslacht van zoogdieren uit de familie van de wangzakmuizen (Heteromyidae). De wetenschappelijke naam van het geslacht werd in 1817 gepubliceerd door Anselme Gaëtan Desmarest.

## Soorten
Er worden 17 soorten in dit geslacht geplaatst:
- Heteromys adspersus W. Peters, 1874
- Heteromys anomalus (J. V. Thompson, 1815)
- Heteromys australis O. Thomas, 1901
- Heteromys bulleri O. Thomas, 1893
- Heteromys catopterius R. P. Anderson & Gutiérrez, 2009
- Heteromys desmarestianus J. E. Gray, 1868
- Heteromys gaumeri J. A. Allen & F. M. Chapman, 1897
- Heteromys goldmani Merriam, 1902
- Heteromys irroratus J. E. Gray, 1868 - Mexicaanse stekelmuisgoffer
- Heteromys nelsoni Merriam, 1902 - Nelsons stekelmuisgoffer
- Heteromys nubicolens R. P. Anderson & Timm, 2006
- Heteromys oasicus R. P. Anderson, 2003
- Heteromys oresterus W. P. Harris, 1932
- Heteromys pictus O. Thomas, 1893 - Pacifische stekelmuisgoffer
- Heteromys salvini O. Thomas, 1893
- Heteromys spectabilis (Genoways, 1971)
- Heteromys teleus R. P. Anderson & Jarrín-Valladares, 2002